# BGM-71 TOW
TOW ist eine US-amerikanische Panzerabwehrlenkwaffe. Die Abkürzung steht für Tube Launched Optically Tracked Wire Command-link Guided Missile, also rohrgestarteter, optisch verfolgter drahtgelenkter Flugkörper. In den US-Streitkräften ist der Systemindex (die Bezeichnung) der Waffe BGM-71.

## Entwicklung
Anfang der 1960er-Jahre suchten die US-Streitkräfte einen Ersatz für das in die Jahre gekommene rückstoßfreie Geschütz M40 sowie für die Panzerabwehrlenkwaffen MGM-32 ENTAC und AGM-22. Dabei sollte das neue System ebenso mobil und einfach zu bedienen sein wie die Vorgängermodelle. Der Entwicklungsauftrag wurde Hughes zugesprochen, worauf im Jahr 1965 die Entwicklungsarbeiten begannen. Nach einer äußerst kurzen Entwicklungszeit begann bereits 1968 die Serienproduktion. Die ersten Exemplare wurden 1970 an die US-Streitkräfte ausgeliefert. Nachdem Hughes von Boeing übernommen worden war, übernahm Raytheon die Lenkwaffensparte und auch die Produktion der TOW. Außerhalb der USA wurden TOW in verschiedenen Ländern in Lizenz produziert. Bisher sind weit über 620.000 TOW hergestellt worden.

## Technik
Eine TOW kann von verschiedenen Plattformen aus eingesetzt werden: Dreibein-Lafette, Fahrzeuge und Hubschrauber. In der Grundausführung wird die TOW mit dem Startsystem M220 eingesetzt. Dieses umfasst im Wesentlichen eine Dreibein-Spreizlafette, die optische Zielverfolgungseinheit, das Ortungsgerät, sowie die Energieversorgungseinheit. Ab 1976 wurde das Nachtsichtgerät TAS-4 von Texas Instruments eingeführt, das auf das Zielgerät aufgesetzt werden konnte. Von 1998 bis 2003 beschaffte die U.S. Army 709 Einheiten des von Raytheon weiterentwickelten Steuersystems TOW Improved Target Acquisition System (TOW ITAS). Dieses verfügt über ein integriertes Nachtsichtgerät, einen Laser-Entfernungsmesser sowie über einen verbesserten Feuerleitrechner. Die TOW ITAS kommt auf Fahrzeugen vom Typ HMMWV und für die bodengestützte TOW zum Einsatz.

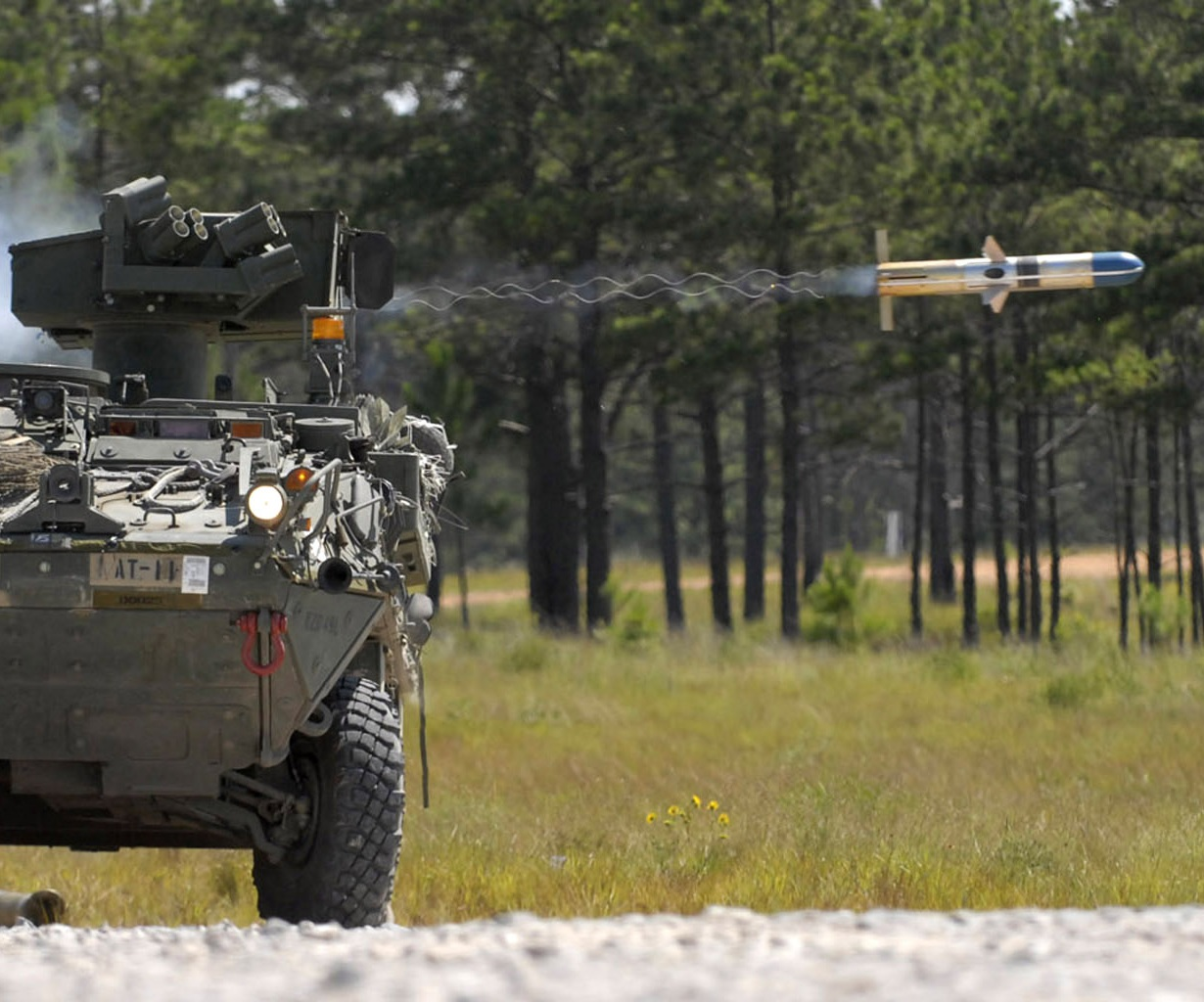
Kaltstart des Lenkflugkörpers von einem Stryker

Das glasfaserverstärkte Start- und Transportrohr mit der Lenkwaffe lässt sich auf die Oberlafette neben die Zielverfolgungseinheit aufsetzen. Hat der Schütze das Ziel anvisiert, betätigt er den Auslöser und zündet damit sowohl den Stromgenerator des Lenkflugkörpers als auch das Starttriebwerk, das den Lenkflugkörper aus dem Rohr ausstößt. In einer Entfernung von 10 bis 12 m zündet das raucharme Marschtriebwerk und beschleunigt den Lenkflugkörper auf 278–320 m/s. Der Feststoffraketenmotor wird von Orbital ATK zugeliefert. Nach einer Brenndauer von 1,6 bis 2,0 Sekunden ist dieses ausgebrannt und der Lenkflugkörper fliegt antriebslos weiter. Um die gesamte Reichweite von 3750 m zu durchfliegen, benötigt der Lenkflugkörper knapp 20 Sekunden. Die Endgeschwindigkeit zu diesem Zeitpunkt beträgt noch etwa 200 m/s. Während des Fluges spult der Lenkflugkörper zwei Drähte ab, über die er Lenkkommandos erhält. Die TOW arbeitet nach dem SACLOS-Lenksystem (halbautomatische Kommandolenkung). Dabei verfolgt das Ortungsgerät den Lenkflugkörper über einen am Heck angebrachten Xenon-Infrarot-Strahler. Lenkkommandos werden in der Zielverfolgungseinheit errechnet und mittels der Drahtverbindung an den Lenkflugkörper übermittelt. Während des Fluges braucht der Schütze lediglich das Ziel im Fadenkreuz zu behalten. Die Version TOW-2B ändert in der letzten Flugphase selbstständig ihren Kurs und setzt sich über das Ziel. Die beiden nach unten gerichteten EFP-Sprengköpfe werden mittels Laser- und Magnetsensor gezündet (sogenannte Top attack). Bei diesem Angriffsprofil müssen die Gefechtsköpfe nur die meist dünnere Dachpanzerung von Panzern durchschlagen. Ebenfalls lassen sich so Ziele bekämpfen, die sich in Deckung befinden.

## Varianten
- BGM-71A TOW: Erste Serienversion ab 1968. Reichweite 3.000 m; mit 3,9 kg schwerer Hohlladung, Panzerdurchschlag 430 mm RHA.
- BGM-71B TOW: Zweite Serienversion ab 1976. Reichweite 3.750 m. Hauptsächlich für den Einsatz ab Hubschraubern entwickelt; es wurden über 314.000 Lenkwaffen der A- und B-Serie hergestellt.
- BGM-71C I-TOW: Im Jahr 1981 unter der Bezeichnung Improved TOW eingeführt. Ausgerüstet mit größerem Gefechtskopf mit 126 mm Durchmesser und einem Abstandsdorn, Panzerdurchschlag 630 mm RHA. Über 60.000 Stück hergestellt.
- BGM-71D TOW-2: Eingeführt 1984. Mit verbesserter Elektronik und neuer 5,9 kg schwerer Hohlladung mit 152 mm Durchmesser, Panzerdurchschlag 800–900 mm RHA. Rund 78.000 Stück hergestellt.
- BGM-71E TOW-2A: Eingeführt 1986; mit Tandemhohlladung zur Bekämpfung von Reaktivpanzerung, Panzerdurchschlag 900–1.020 mm RHA. Über 51.000 Stück hergestellt.
- BGM-71F TOW-2B: neue Version ab 1993; mit neuer Elektronik und störfesterem Steuersystem für den sog. Overfly top attack: Die Lenkwaffe überfliegt das Ziel und zündet mittels Sensoren zwei nach unten gerichtete EFP-Sprengköpfe. Rund 40.000 Stück hergestellt.
- BGM-71G: Version zur Bekämpfung von Feldbefestigungen; mit sog. BLAAM-Sprengkopf (Bunkers, Light Armour And Masonry), nur in Kleinserie produziert.
- BGM-71H: Version mit einem Sprengkopf zur Bekämpfung von Betonbunkern; auch als TOW Bunker Buster bezeichnet, seit 2001 im Einsatz.
- TOW-2B Aero: Version der BGM-71F mit erhöhter Reichweite von 4.500 m, eingeführt 2004.
- TOW-2B Aero RF: Version der BGM-71F mit Funkkommando-Lenkung; Reichweite 4.500 m, eingeführt 2006.
- MAPATS: Version von IMI aus Israel; ausgerüstet mit Laser-Zielsuch-Lenksystem.
- Toophan: Version aus dem Iran; nachgebaut mittels Reverse-Engineering.

## Einsatzplattformen
Hubschrauber
- Bell AH-1 „Cobra“
- UH-1 „Iroquois“
- MD 500 „Defender“
- AH-6
- Westland Lynx
- Agusta A129

Fahrzeuge
- Begleitpanzer 57 (vorgesehen)

- Ford M151A2 TOW MUTT
- Kraka

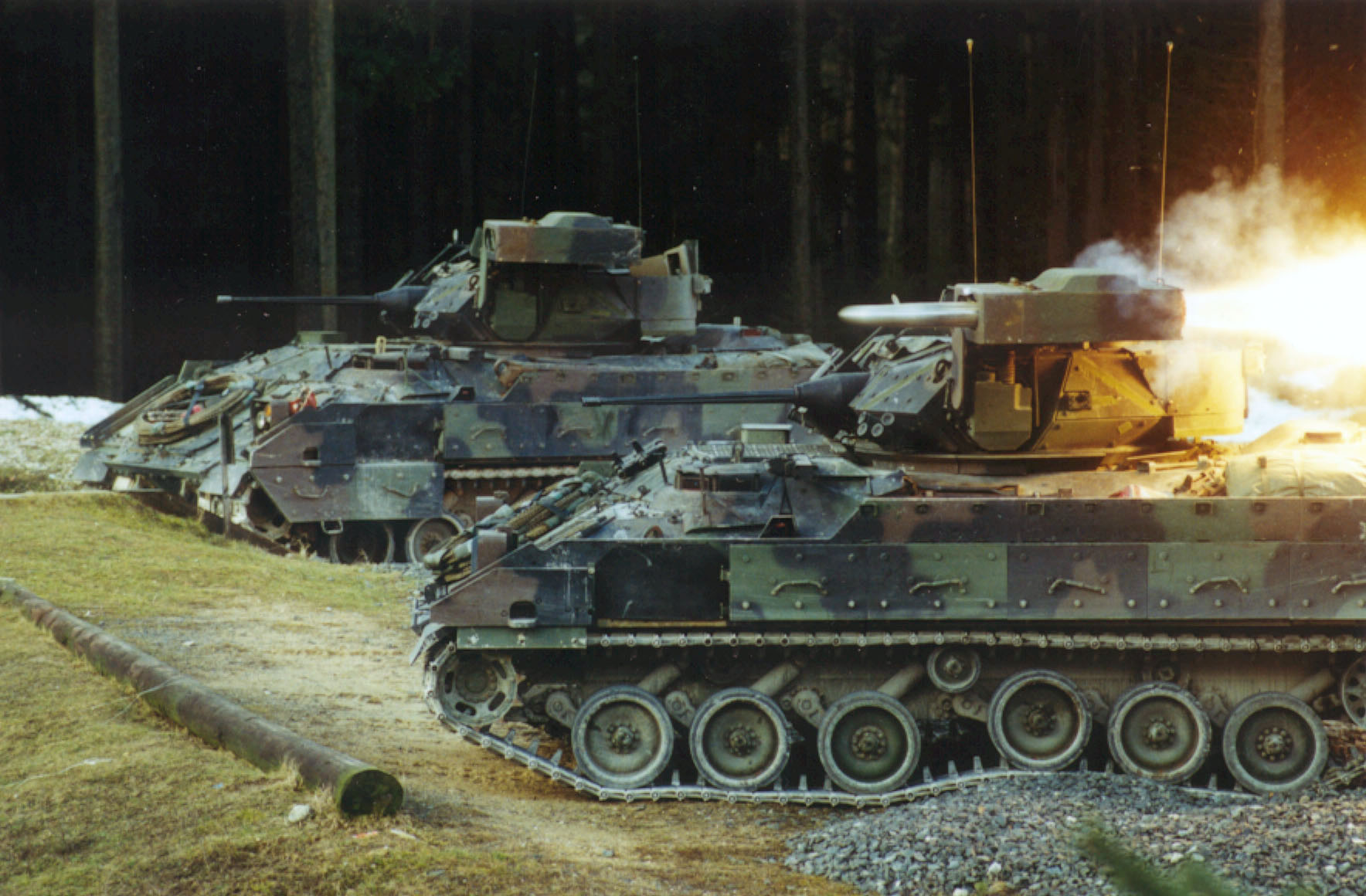
Start der Panzerabwehrlenkwaffe TOW von einem Bradley-Schützenpanzer aus

- AM General M996 / M1036 / M1121 / M1045 / M1046 / M1167 HMMWV
- M901 Improved TOW Vehicle (ITV auf M113-Basis)
- M2/M3 Bradley
- M1134 Stryker
- General Dynamics LAV-AT (Mowag Piranha)
- Panzerjäger 90 (Mowag Piranha)
- Dardo
- Henschel „Jaguar 2“
- Warrior
- Transportpanzer Puma
- Mercedes-Benz „Wolf TOW“
- Wiesel TOW

## Einsatz
Die BGM-71 TOW wurde erstmals 1972 im Vietnamkrieg vom 1st Combat Aerial TOW Team der US Army eingesetzt, um den neuen Flugkörper unter Einsatzbedingungen zu testen. Dabei wurde die TOW auf einem UH-1B Huey mithilfe der Waffenstation XM-26 montiert und gegen feindliche Panzer der nordvietnamesischen Armee eingesetzt. Innerhalb von zwei Monaten wurden 24 feindliche Panzer (darunter viele PT-76) zerstört.
Danach kam sie im Ersten Golfkrieg zum Einsatz.
Von den US-Streitkräften wurde die BGM-71 TOW in nahezu jedem Konflikt mit hoher Intensität eingesetzt, unter anderem während der Operation Desert Storm, Operation Enduring Freedom in Afghanistan und dem Irakkrieg 2003. Daneben kam sie auch im Krieg gegen den Terrorismus zum Einsatz und wird insbesondere nach der Lieferung von mehr als 500 Systemen durch Saudi-Arabien im syrischen Bürgerkrieg von Teilen der Opposition eingesetzt.

## Nutzerstaaten
- Argentinien
- Ägypten
- Äthiopien
- Bahrain
- Botswana
- Chile
- Dänemark
- Deutschland
- Eswatini
- Finnland
- Griechenland
- Iran
- Israel
- Italien
- Japan
- Jemen
- Jordanien
- Kamerun
- Kanada
- Kenia
- Kolumbien
- Kuwait
- Libanon
- Luxemburg
- Marokko
- Norwegen
- Oman
- Pakistan
- Portugal
- Saudi-Arabien
- Schweden
- Schweiz
- Somalia
- Spanien
- Südkorea

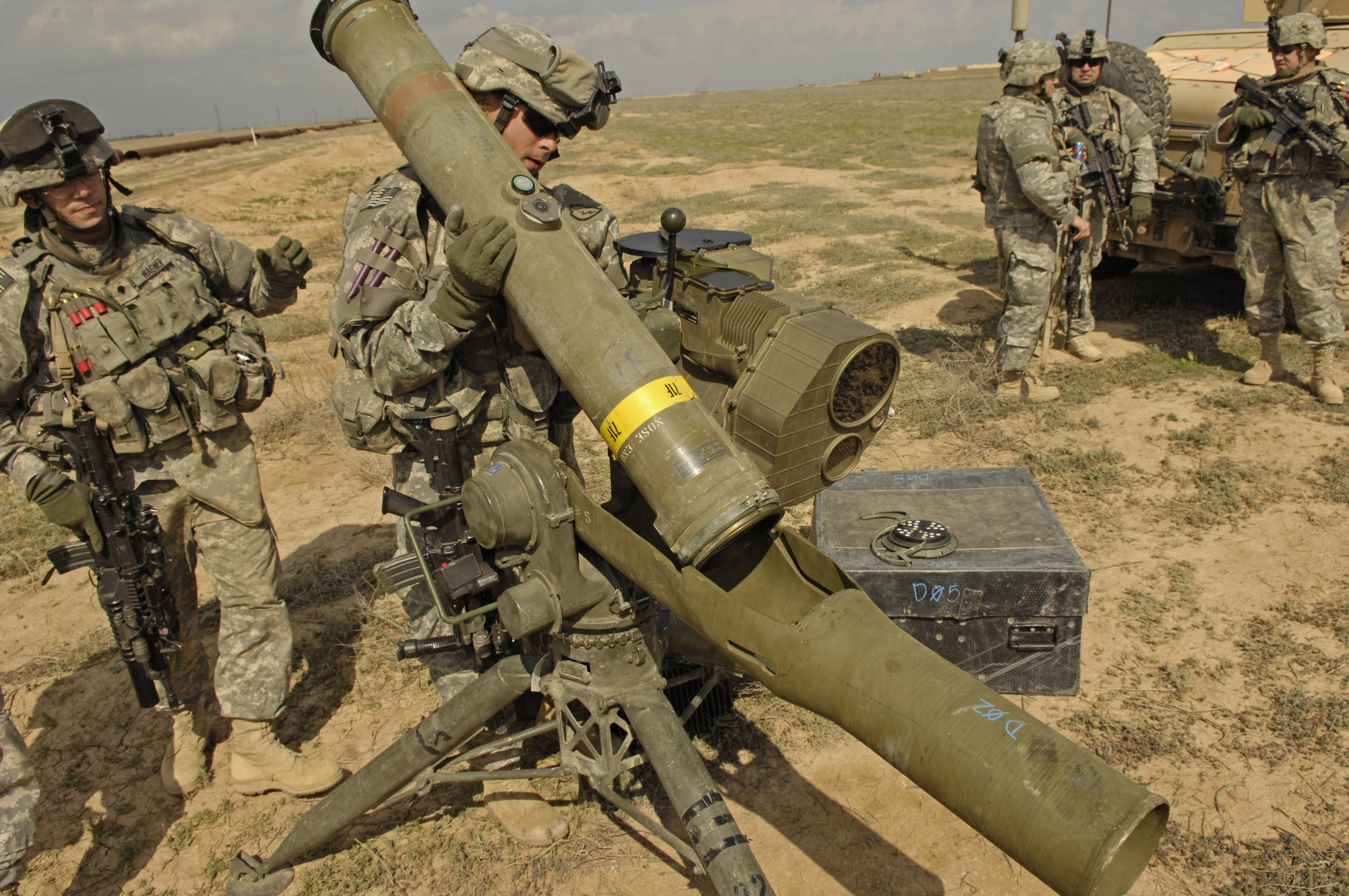
Improved Target Acquisition System (ITAS) TOW-System der US-Armee (2007)

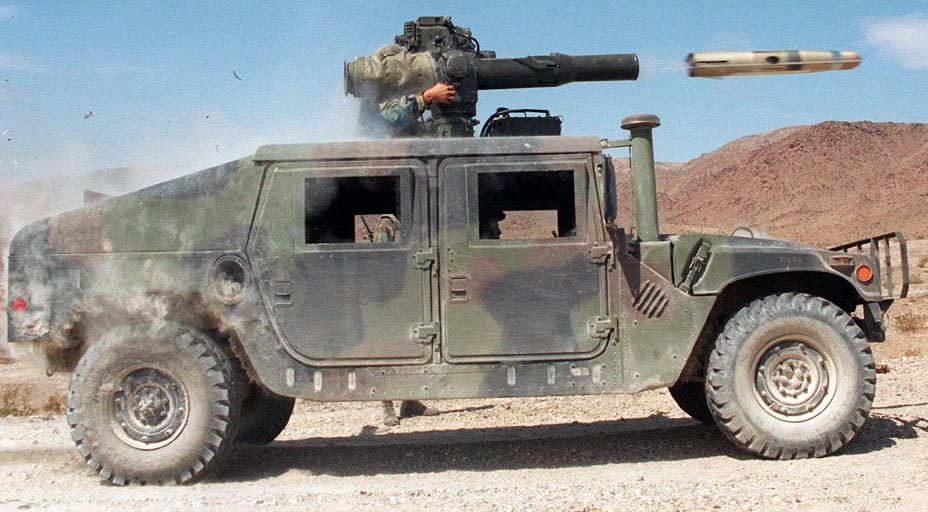
Start einer TOW von einem HMMWV

- Syrien (Harakat Nour al-Din al-Zenki, YPG und SDF beliefert durch die USA)[8]
- Taiwan
- Tschad
- Tunesien
- Türkei
- Ukraine (über 2.500 TOW aus U.S.-Beständen geliefert)[9]
- Ungarn
- Vereinigte Arabische Emirate
- Vereinigtes Königreich
- Vereinigte Staaten
- Vietnam